# Jack Frettingham
John Henry Abel Frettingham (1871–1904) là một cầu thủ bóng đá người Anh. Sinh ra ở Nottingham, ông thi đấu 56 lần ở Football League cho Lincoln City từ năm 1894 đến năm 1896, và sau đó có một khoảng thời gian dài với New Brompton của Southern League, nơi ông trở thành vua phá lưới 5 mùa liên tiếp.